# Tausend Tele-Tips
Tausend Tele-Tips (en alemán, Mil teleconsejos), originalmente conocido como Tinas Tausend Tele-Tips (Los mil teleconsejos de Tina) era el espacio publicitario del canal de televisión de la República Democrática Alemana DFF. Fue creado en 1960 para sustituir al programa Notizen für den Einkauf (Notas de compra). Duraba aproximadamente 30 minutos y se emitía de lunes a sábado en la franja anterior al programa infantil Sandmännchen. Además, dos sábados al mes incluía un programa de cocina a cargo del chef Kurt Drummer. Su popularidad condujo a que se incluyera en la programación del segundo canal en color a partir de 1969.
Su contenido incluía mensajes de servicio público sobre prevención de riesgos domésticos, higiene, salud y seguros, así como consejos de bricolaje, y especialmente publicidad. Los anuncios solían ser animados mediante técnicas tradicionales o stop-motion, y también recreaban potenciales situaciones de compra, sin ofrecer información concreta sobre los productos anunciados.
El programa también se usaba para promover productos impopulares o sustitutivos de otros más escasos. Un espacio recurrente era Fisch auf den Tisch (de la mar a la mesa), donde se ofrecían consejos de preparación y se anunciaban nuevas variedades de pescado congelado. Precisamente los crecientes desajustes entre oferta y demanda, creados por la política de consumo masivo impulsada por el gobierno de la RDA bajo el mandato de Erich Honecker, condujeron al declive del formato, ya que se consideró que la publicidad era contraproducente ante la creciente escasez de productos. En 1975, se suprimieron todos los anuncios que no estuvieran relacionados con la industria, higiene, seguros, cultura, apuestas, propaganda, diseño de interiores, exposiciones y ferias comerciales. Al año siguiente, el programa fue cancelado.